# Élections législatives luxembourgeoises de 1948
Les élections législatives partielles de 1948 (en luxembourgeois : Partiell Chamberwale vum 6. Juni 1948 et en allemand : Kammerwahl vom 6. Juni 1948) ont eu lieu le 6 juin 1948 afin de renouveler vingt-six des cinquante-et-un députés dans les circonscriptions Sud et Est pour la législature 1948-1951 de la Chambre des députés du Luxembourg.

## Résultats

### Résultats nationaux
| Partis                   | Partis                                         | Voix      | %     | +/-   | Sièges | +/-           |
| ------------------------ | ---------------------------------------------- | --------- | ----- | ----- | ------ | ------------- |
|                          | Parti ouvrier socialiste luxembourgeois (LSAP) | 459 867   | 39,57 | 11,12 | 9      | 3             |
|                          | Parti populaire chrétien-social (CSV)          | 386 972   | 33,30 | 4,22  | 9      | 3             |
|                          | Parti communiste luxembourgeois (KPL)          | 193 320   | 16,64 | 2,41  | 4      | en stagnation |
|                          | Groupement patriotique et démocratique (GPD)   | 97 415    | 8,38  | 2,44  | 3      | en stagnation |
|                          | Socialistes indépendants                       | 21 888    | 1,88  | 1,88  | 1      | 1             |
|                          | Démocrates luxembourgeois                      | 2 636     | 0,23  | 0,23  | 0      | Nv            |
| Total des voix           | Total des voix                                 | 1 162 098 | 100   |       |        |               |
|                          |                                                |           |       |       |        |               |
| Votes valides            | Votes valides                                  | 73 674    | 94,58 |       |        |               |
| Votes blancs et nuls     | Votes blancs et nuls                           | 4 221     | 5,42  |       |        |               |
| Total                    | Total                                          | 77 895    | 100   | -     | 26     | -             |
| Abstentions              |                                                |           |       |       |        |               |
| Inscrits / Participation |                                                |           |       |       |        |               |

### Résultats par circonscription
| Sud Est Centre Nord |

|                          |                           |           |           |        |               |         |         |        |               |  |  |  |  |  |  |  |  |
| Sièges                   | Sièges                    | 20        | 20        | 20     | en stagnation | 6       | 6       | 6      | en stagnation |  |  |  |  |  |  |  |  |
|                          |                           |           |           |        |               |         |         |        |               |  |  |  |  |  |  |  |  |
|                          |                           | Nombre    | Nombre    | %      | %             | Nombre  | Nombre  | %      | %             |  |  |  |  |  |  |  |  |
| Total des voix           | Total des voix            | 1 055 560 | 1 055 560 | 100,00 | 100,00        | 106 538 | 106 538 | 100,00 | 100,00        |  |  |  |  |  |  |  |  |
| Valides                  | Valides                   | 55 106    | 55 106    | 94,88  | 94,88         | 18 568  | 18 568  | 93,72  | 93,72         |  |  |  |  |  |  |  |  |
| Blancs et nuls           | Blancs et nuls            | 2 976     | 2 976     | 5,12   | 5,12          | 1 245   | 1 245   | 6,28   | 6,28          |  |  |  |  |  |  |  |  |
| Votants                  | Votants                   | 58 082    | 58 082    | 100,00 | 100,00        | 19 813  | 19 813  | 100,00 | 100,00        |  |  |  |  |  |  |  |  |
| Abstentions              |                           |           |           |        |               |         |         |        |               |  |  |  |  |  |  |  |  |
| Inscrits / Participation |                           |           |           |        |               |         |         |        |               |  |  |  |  |  |  |  |  |
|                          |                           |           |           |        |               |         |         |        |               |  |  |  |  |  |  |  |  |
| Partis                   | Partis                    | Voix      | %         | Sièges | +/−           | Voix    | %       | Sièges | +/−           |  |  |  |  |  |  |  |  |
|                          | LSAP                      | 459 867   | 43,57     | 9      | 3             |         |         |        |               |  |  |  |  |  |  |  |  |
|                          | CSV                       | 333 282   | 31,57     | 6      | 2             | 53 690  | 50,40   | 3      | 1             |  |  |  |  |  |  |  |  |
|                          | KPL                       | 193 320   | 18,31     | 4      | en stagnation |         |         |        |               |  |  |  |  |  |  |  |  |
|                          | GPD                       | 69 091    | 6,55      | 1      | 1             | 28 324  | 26,59   | 2      | 1             |  |  |  |  |  |  |  |  |
|                          | Socialistes indépendants  |           |           |        |               | 21 888  | 20,55   | 1      | 1             |  |  |  |  |  |  |  |  |
|                          | Démocrates luxembourgeois | 2 636     | 2,47      | 0      | Nv            |         |         |        |               |  |  |  |  |  |  |  |  |

### Composition de la Chambre des députés
| Sud | Est |
| --- | --- |
| 1. Nicolas Biever (LSAP) 2. Victor Bodson (LSAP) 3. Mathias Clemens (LSAP) 4. Émile Colling (CSV) 5. Pierre Dupong (CSV) 6. Romain Fandel (LSAP) 7. Jean Fohrmann (LSAP) 8. Pierre Gansen (LSAP) 9. Joseph Grandgenet (KPL) 10. Aloyse Hentgen (CSV) 11. Antoine Krier (LSAP) 12. Nicolas Margue (CSV) 13. Nicolas Moes (KPL) 14. Denis Netgen (LSAP) 15. Alphonse Osch (GPD) 16. Michel Rasquin (LSAP) 17. Jean-Baptiste Rock (CSV) 18. Dominique Urbany (KPL) 19. Arthur Useldinger (KPL) 20. Charles Wirtgen (CSV) | 1. Joseph Bech (CSV) 2. Nicolas Leonardy (CSV) 3. Robert Schaffner (GPD) 4. Guillaume Speck (CSV) 5. Othon Decker (Socialistes indépendants) 6. Charles Wagner (GPD) |